# Epidendrum cornutum
Epidendrum cornutum är en orkidéart som beskrevs av John Lindley. Epidendrum cornutum ingår i släktet Epidendrum och familjen orkidéer. Inga underarter finns listade i Catalogue of Life.